# Charles Robert Richet
Charles Robert Richet (25 tháng 8 năm 1850 – 4 tháng 12 năm 1935) là nhà sinh lý học người Pháp, người mà ban đầu đã nghiên cứu nhiều đề tài khác nhau, như hóa học thần kinh (neurochemistry) sự tiêu hóa, sự điều chỉnh nhiệt trong các động vật bình nhiệt (homeothermic animal), và sự hô hấp. Richet đã đoạt giải Nobel Sinh lý và Y khoa năm 1913
Ông cũng bỏ ra nhiều năm để nghiên cứu các hiện tượng duy linh.

## Cuộc đời
Năm 1887 Richet được bổ nhiệm làm giáo sư khoa sinh lý học ở Collège de France. Năm 1898 ông trở thành viện sĩ Viện Hàn lâm Y học (Pháp) và năm 1914 ông được bầu vào Viện Hàn lâm Khoa học Pháp.
Tuy nhiên, chính công trình nghiên cứu về sự phản vệ (anaphylaxis)  đã mang lại cho ông giải Nobel Sinh lý và Y khoa năm 1913. Công trình nghiên cứu này đã giúp làm sáng tỏ bệnh hay fever, bệnh hen suyễn cùng các phản xạ dị ứng khác đối với các vật thể xa lạ, và đã giải thích một vài trường hợp ngộ độc và chết bất thình lình mà trước đây chưa hiểu rõ.
Richet là người quan tâm tới nhiều môn. Ông viết cả các sách về lịch sử, xã hội học, triết học, tâm lý học cũng như các vở kịch và thơ. Ông cũng là người tiên phong trong ngành hàng không.
Ngoài ra, ông cũng rất quan tâm tới nhận thức ngoại cảm (extrasensory perception) và thôi miên (hypnosis). Năm 1884 Alexander Aksakov đã làm ông chú ý tới người gọi hồn người Ý Eusapia Palladino.
Năm 1891 Richet lập ra Annales des sciences psychiques (Tập san khoa học tâm thần). Ông giữ quan hệ với các nhà huyền bí học (occultist) và thông linh học (spiritist) nổi tiếng đương thời, như Albert von Schrenck-Notzing, Frederic William Henry Myers và Gabriel Delanne.
Năm 1905 Richet được bổ nhiệm làm chủ tịch "Hội nghiên cứu tâm linh" (Society for Psychical Research) ở Vương quốc Anh, và đã tạo ra các từ ngữ "ectoplasm" (ngoại chất) và "metapsychics" (siêu tâm lý). Ông thí nghiệm với Marthe Béraud, Elisabette D'Espérance, William Eglinton và Stefan Ossowiecki. Năm 1919 ông trở thành chủ tịch danh dự của "Institut Métapsychique International" (Viện Siêu tâm lý quốc tế) ở Paris, và, năm 1929, chủ tịch toàn thời gian.

## Các tác phẩm
- Recherches expérimentales et cliniques sur la sensibilité, Paris, Masson, 1877.
- Structure et physiologie des circonvolutions cérébrales, Paris, Germer Baillière, 1878.
- Leçons sur la physiologie générale des muscles, des nerfs et des centres nerveux, Paris, Germer Baillière, 1882.
- L'homme et l'intelligence. Fragments de psychologie et de physiologie, Paris, Félix Alcan, 1887.
- Essai de psychologie générale, Paris, Alcan, 1888.
- Dans cent ans, P. Ollendorff, 1892.
- Exposé des travaux scientifiques de M. Charles Richet, Paris, Chameroy et Renouard, 1901.
- L'Anaphylaxie, Paris, Baillière, 1911.
- L'homme stupide, Paris, Ernest Flammarion, 1919.
- Traité de Métapsychique, Paris, Alcan, 1922.
- Dictionnaire de Physiologie 2e Fascicule, 209-576, Paris, Alcan, 1923.
- L'intelligence et l'homme. Études de psychologie et de physiologie, Paris, Félix Alcan, 1927.
- Notre sixième sens, Paris, Montaigne, 1928.
- La grande espérance, Paris, Montaigne, 1933.

## Các sách viết về Richet
- Frédéric Carbonel, Au delà de Paris et Nancy, « l’École de Charles Richet » selon Pierre Janet in Janetian Studies, mai 2008, vol. 5.
- Roger Henri. Notice nécrologique. Cahiers de l'Union Rationaliste, 1936, 290-293.
- Pierrette Estingoy, Charles Richet et la découverte de l'anaphylaxie. Histoire d'un prix Nobel de médecine, Thèse de médecine, Université Claude Bernard, Lyon I, 1996.
- Pierrette Estingoy, 1999, Race, peuple et évolution dans l’œuvre de C. Richet (1850-1935), in Kail M., Vermès G., (eds.), La psychologie des peuples et ses dérives, Paris, CNDP, 109-122.
- Pierrette Estingoy, De l’esprit créatif chez le chercheur. Regard transversal sur l’œuvre de Charles Richet, Hist Sci Med. 2003 Oct-Dec;37(4):489-99.
- Henri Piéron, Nécrologie. Charles Richet (1850-1935). L'année psychologique, 1935, 36, 789.
- Pascal Le Maléfan, "Richet chasseur de fantômes: l'épisode de la Villa Carmen" in Des savants face à l'occulte (1870-1940)(Dir. D. Bensaude-Vincent et Ch. Blondel), Paris, La Découverte, 2002, p. 152-157. et p. 173-200.
- Gabriel Richet, Pierrette Estingoy, Charles Richet et son temps; courrier du prix Nobel, Hist Sci Med.; 2003, vol. 37 (4):501-13.